# Rudolf Ulrich
Rudolf Ulrich (* 3. Januar 1922 in Halle (Saale); † 4. April 1997 in Berlin) war ein deutscher Schauspieler und Synchronsprecher.

## Leben und Wirken
Seine Eltern waren der Eisenbahner Wilhelm Ulrich und dessen Ehefrau Clara, geborene Strenz. 1940 machte er das Abitur, doch erst nach seiner Rückkehr aus der Kriegsgefangenschaft 1946 konnte er Schauspielunterricht nehmen. 1947 debütierte er am Landestheater Halle in dem Stück Madame Legros von Heinrich Mann. Es folgten 1949 das Landestheater Altenburg und ab 1950 das Berliner Theater der Freundschaft, (heute Theater an der Parkaue).
Ab 1950 gehörte Ulrich auch zum Schauspielerensemble der DEFA, wo er in zahlreichen Kino- und Filmproduktionen eingesetzt wurde. Seinen Durchbruch als Schauspieler feierte Ulrich im Jahr 1957 in Jung-Alsens Franz-Fühmann-Literaturadaption Betrogen bis zum jüngsten Tag, wo er in der Filmrolle des Wehrmachtsobergefreiten Wagner, der sich hier von einem Mitläufer zu einem Mittäter entwickelt, internationale Bekanntheit erlangte. Der Film, welcher 1957 für die Goldene Palme bei den Internationalen Filmfestspielen in Cannes nominiert wurde, bescherte ihm lukrative Filmangebote aus dem Ausland und ließ ihn in der Folgezeit zu einem der meistbeschäftigten Darsteller der DDR werden. Er avancierte zu einem sehr wandlungsfähigen Schauspieler, der in sämtlichen Filmgenres beschäftigt war. Ulrich spielte in über 140 Kino- und Fernsehfilmen der DEFA und des Fernsehens der DDR mit. Sein Stern begann allerdings Mitte der 1970er-Jahre zu sinken, als er in mehreren jugoslawischen Filmen mitspielte, die seinerzeit nicht vom Ministerium für Kultur genehmigt waren. Als Repression wurden ihm daraufhin nur noch kleinere Filmrollen in nationalen Produktionen der DEFA und des DFF angeboten, wie beispielsweise in der Fernsehserie Zur See oder der Fernsehreihe Polizeiruf 110.
Neben seiner Tätigkeit als Schauspieler war Rudolf Ulrich auch als Synchronsprecher tätig.

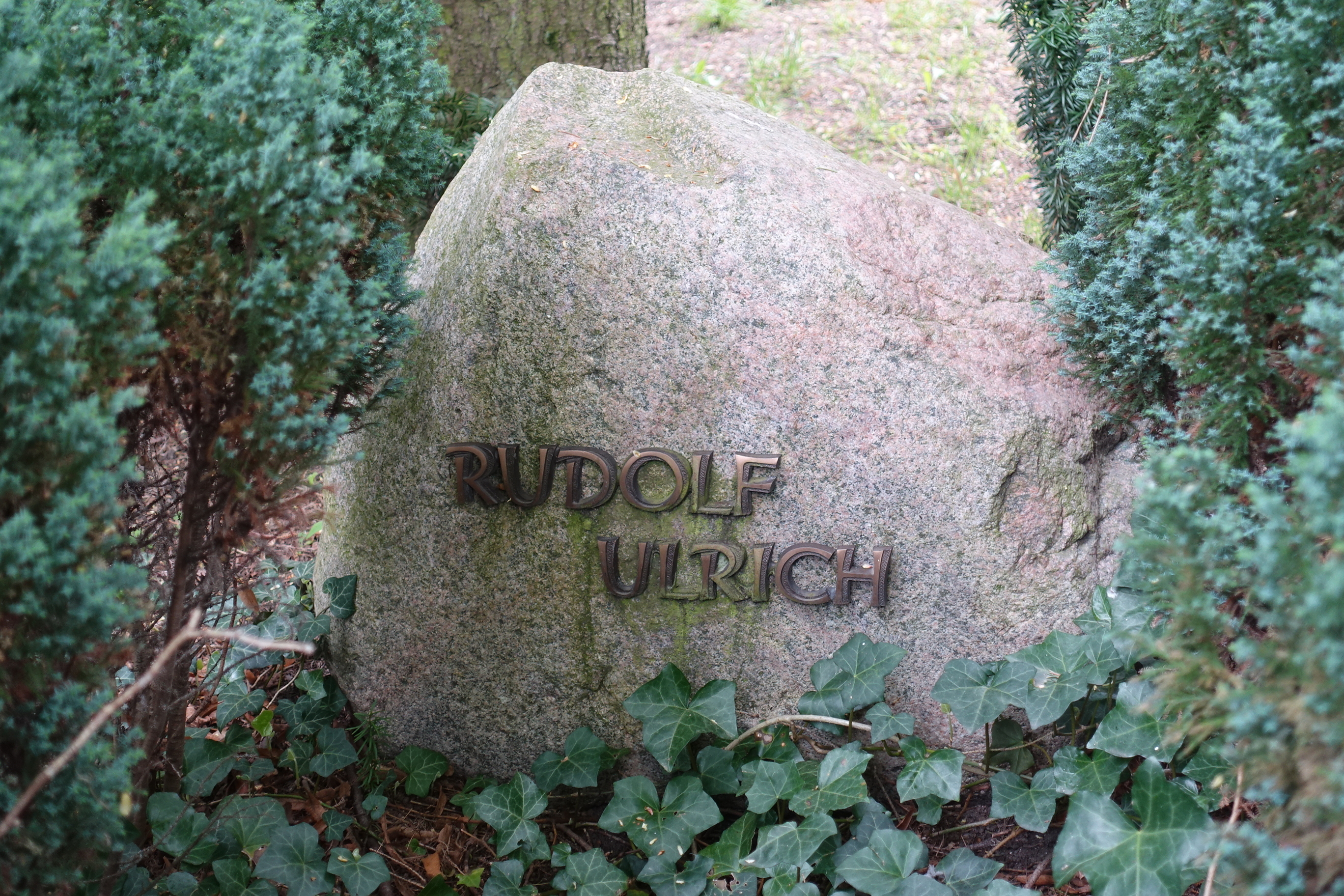
Grabstätte von Rudolf Ulrich (2018)

Rudolf Ulrich war ab 1950 verheiratet und hatte eine Tochter (* 1953). Er starb im April 1997 im Alter von 75 Jahren. Seine Grabstätte befindet sich auf dem Berliner Friedhof Pankow III.

## Filmografie (Auswahl)
- 1954: Ernst Thälmann – Sohn seiner Klasse
- 1954: Gefährliche Fracht
- 1954: Chicago 1886
- 1955: Der verschenkte Leutnant
- 1955: Star mit fremden Federn
- 1956: Drei Mädchen im Endspiel
- 1956: Genesung
- 1957: Betrogen bis zum jüngsten Tag
- 1957: Polonia-Express
- 1957: Die Schönste
- 1958: Tatort Berlin
- 1958: Weimarer Pitaval: Der Fall Saffran (TV-Reihe)
- 1958: Jahrgang 21
- 1959: Die Premiere fällt aus
- 1959: Kapitäne bleiben an Bord
- 1959: Der kleine Kuno
- 1959: SAS 181 antwortet nicht
- 1959: Ehesache Lorenz
- 1959: Eine alte Liebe
- 1959: Brücke zwischen gestern und morgen
- 1960: Seilergasse 8
- 1960/2014: Sommerwege
- 1960: Die heute über 40 sind
- 1961: Die Liebe und der Co-Pilot
- 1961: Der Fremde
- 1961: Urlaub ohne Dich
- 1961: Der Schwur des Soldaten Pooley
- 1961: Eine Handvoll Noten
- 1961: Der Ermordete greift ein (TV-Mehrteiler)
- 1962: Tanz am Sonnabend – Mord?
- 1962: Mord ohne Sühne
- 1963: Geheimarchiv an der Elbe
- 1963: Tote reden nicht (TV-Zweiteiler)
- 1963: Blaulicht (TV-Reihe)
- 1964: Der Mann mit der Maske
- 1964: Schwarzer Samt
- 1964: Viel Lärm um nichts
- 1964: Doppelt oder nichts (TV-Zweiteiler)
- 1964: Als Martin vierzehn war
- 1964: Egon und das achte Weltwunder
- 1965: Die Abenteuer des Werner Holt
- 1965: Tiefe Furchen
- 1965: Terra incognita
- 1965: Das Kaninchen bin ich
- 1965: Berlin um die Ecke
- 1966: Ohne Kampf kein Sieg (TV-Fünfteiler)
- 1967: Geschichten jener Nacht
- 1967: Chingachgook, die große Schlange
- 1967: Die Fahne von Kriwoj Rog
- 1968: Die Nacht im Grenzwald
- 1968: Die Leute von Karvenbruch (TV-Dreiteiler)
- 1969: Seine Hoheit – Genosse Prinz
- 1969: Krupp und Krause (TV-Mehrteiler)
- 1970: Hart am Wind
- 1971: KLK an PTX – Die Rote Kapelle
- 1971: Der Sonne Glut
- 1972: Tecumseh
- 1973: Eva und Adam
- 1973: Nachtredaktion
- 1974: Der Leutnant vom Schwanenkietz
- 1974: Die Frauen der Wardins (Fernseh-Dreiteiler)
- 1974: Der Staatsanwalt hat das Wort: Moderner Diebstahl (TV-Reihe)
- 1974: Polizeiruf 110: Nachttaxi (TV-Reihe)
- 1975: Die Männer vom River Clyde
- 1975: Fischzüge
- 1975: Explosion in der Zentralgarage
- 1977: Ein Katzensprung
- 1977: Zur See (Fernsehserie, 1 Folge)
- 1977: Der Staatsanwalt hat das Wort: Die Zechtour
- 1978: Polizeiruf 110: Die letzte Chance (TV-Reihe)
- 1979: Für Mord kein Beweis
- 1979: Chiffriert an Chef – Ausfall Nr. 5
- 1979: Des Drachens grauer Atem
- 1979: Polizeiruf 110: Barry schwieg (TV-Reihe)
- 1979: Zugvogel am Sund
- 1981: Die Stunde der Töchter
- 1981: Die Kolonie
- 1981: Haustheater
- 1983: Der Mann mit dem Ring im Ohr
- 1984: Der Lude
- 1985: Meine Frau Inge und meine Frau Schmidt
- 1985: Der Doppelgänger
- 1986: Startfieber
- 1986: Der Hut des Brigadiers
- 1988: Polizeiruf 110: Der Kreuzworträtselfall (TV-Reihe)
- 1989: Der Schlüssel zum Glück
- 1989/2021: Wir bleiben treu
- 1990: Klein, aber Charlotte (Fernsehserie)
- 1992: Sherlock Holmes und die sieben Zwerge (TV-Serie)
- 1994: Tatort: Geschlossene Akten

## Theater
- 1951: Gustav von Wangenheim: Wir sind schon weiter (Forstfunktionär) – Regie: Hans Rodenberg (Theater der Freundschaft Berlin)
- 1952: Sergei Michalkow: Das rote Halstuch (Lehrwer Kotschubej) – Regie: Siegfried Menzel (Theater der Freundschaft Berlin)
- 1952: Peter Martin Lampel: Kampf um Helgoland (Helgoländer Fischer) – Regie: Hans Rodenberg (Theater der Freundschaft Berlin)
- 1953: A. Sak/I. Kusnezow: Vorwärts, ihr Mutigen (Lehrer) – Regie: Paul Lewitt (Theater der Freundschaft Berlin)
- 1954: Molière: Der Bürger als Edelmann (Bediensteter Covielle) – Regie: Otto Dierichs (Theater der Freundschaft Berlin)
- 1954: Hanuš Burger/Stefan Heym: Tom Sawyers grosses Abenteuer (Indianer-Loe) – Regie: Josef Stauder (Theater der Freundschaft Berlin)

## Hörspiele
- 1967: Eberhard Fensch: Spätschicht – Regie: Helmut Hellstorff (Hörspiel – Rundfunk der DDR)
- 1969: Fritz Selbmann: Ein weiter Weg (Menzel) – Regie: Fritz-Ernst Fechner (Hörspiel (8 Teile) – Rundfunk der DDR)

## Auszeichnungen
- 1959: Goethe-Preis der Stadt Weimar
- 1966: Goldener Lorbeer für Ohne Kampf kein Sieg
- 1968: Goldener Lorbeer für Die Leute von Karvenbruch
- 1969: Silberner Lorbeer für Krupp und Krause
- 1969: Silberner Lorbeer für Hans Beimler Kamerad